# 反赤救國大聯合
反赤救國大聯合，成立於1926年4月7日，由章太炎任理事，馮自由爲首，并於同日致電苏联駐北京大使加拉罕，抗議加拉罕在中國宣傳赤化，「煽惑無知之青年，啖以金錢，授以利器，爲虎作倀」。